# Zanthoxylum claessensii
Zanthoxylum claessensii är en vinruteväxtart som först beskrevs av De Wild, och fick sitt nu gällande namn av Alma May Waterman. Zanthoxylum claessensii ingår i släktet Zanthoxylum och familjen vinruteväxter. Inga underarter finns listade i Catalogue of Life.